# Lepanthes pentoxys
Lepanthes pentoxys är en orkidéart som beskrevs av Carlyle August Luer. Lepanthes pentoxys ingår i släktet Lepanthes och familjen orkidéer. Inga underarter finns listade i Catalogue of Life.